# Joe le taxi
«Joe le taxi» (с фр. — «Таксист Джо») — песня французской певицы Ванессы Паради. Ей было 14 лет, когда она записала эту песню.
Песня была издана как дебютный сингл певицы в 1987 году. Он поднялся на 1 место национального французского синглового чарта и провёл на вершине 12 недель. В следующем, 1988 году песня была включена в дебютный альбом Ванессы Паради M&J.

## Чарты
| Чарт (1987)                       | Наив. поз. |
| --------------------------------- | ---------- |
| Бельгия (Валлония, Ultratop)      | 1          |
| Нидерланды (Top 40)               | 23         |
| Франция (SNEP)                    | 1          |
| ФРГ (Media Control)               | 8          |
| Норвегия (VG-lista                | 5          |
| Чарт (1988)                       | Наив. поз. |
| Eurochart Hot 100                 | 11         |
| Ирландия                          | 2          |
| Швеция (Sverigetopplistan)        | 7          |
| Великобритания (UK Singles Chart) | 3          |

### Сертификации
| Страна  | Сертификация    | Дата | Сертифицированный объём продаж | Физические продажи |
| ------- | --------------- | ---- | ------------------------------ | ------------------ |
| Франция | Платиновый диск | 1987 | 1 000 000                      | 1 025 000          |